# 惑星公主蜥蜴騎士
《惑星公主蜥蜴騎士》是日本漫畫家水上悟志創作的青年奇幻漫畫，於2005年4月至2010年8月在《YOUNG KING OURs》連載，單行本全10卷。改編電視動畫於2022年7月8日開播。

## 登場人物
聲優以廣播劇CD／電視動畫次序排列，只有一人者為電視動畫的聲優。

### 主要角色
雨宮夕日（聲：柿原徹也／榎木淳彌）
本作男主角，蜥蜴之騎士，大學生，與三日月為同學、冰雨的學生，同時也是冰雨、五月雨的鄰居。個性冷漠且憎恨世界，因童年時身為刑警的父親遭同事背叛而殉職，進而導致祖父對於人類的不信任，用極端的教育方式（如用鐵鍊綑綁後關在倉庫中），也導致他童年留下巨大的陰影，因此對祖父與整個世界極為憎恨。後因成為蜥蜴之騎士而結識公主五月雨，同為憎恨世界的兩人一拍即合，陰謀著阻止阿尼姆斯後便將地球摧毀，但後結識東雲半月以及打開祖父留下的心結，開始對世界有所改觀，也因此利用騎士契約的願望治好祖父的病。控制領域招式為模仿東雲半月的「方天戟」以及自創的強化自體領域「天之庭」。
諾伊=克雷塞多（聲：西村朋紘／津田健次郎）
蜥蜴之騎士，初次見到夕日時被多次丟出窗外，但擁有瞬間移動而使夕日放棄耍掉他。在故事中不斷地引導著夕日心靈上的蛻變。
朝日奈五月雨（聲：水樹奈奈／大空直美）
本作女主角，高中生，獸之騎士團的公主，也是阿尼瑪的宿主，擁有強大的運動能力，速度極快且擁有怪力。其實自小體弱多病，父親為創作長年不在家，而母親及姐姐冰雨為了研究病治好他的病，長年居住於法國，也因此導致他從小想法十分悲觀且痛恨世界。後借助阿尼瑪的力量獲得了健康的身體及強大的力量，是獸之騎士團前期的主要戰力，佔有慾極強，認為整個地球與臣服於他的夕日都是自己所有，同時為了自己的佔有欲，與夕日計畫在阻止阿尼姆斯之後要親手毀掉地球。
阿尼瑪（聲：M·A·O）
獸之騎士團的首領，獸之騎士的力量全源自於他的魔法力量，是魔法使阿尼姆斯的妹妹，為了阻止哥哥用餅乾槌子摧毀地球而在各個平行時間點上建立了許多獸之騎士團，但迄今為止都失敗告終。擁有覺醒幻獸三騎士的能力，但同時會消耗宿主大量的體力，在覺醒前一直存在精神空間。

### 獸之騎士團
東雲半月（聲：岩瀨周平）
犬之騎士，外號「風神」，為古武術「古雲流」的高手，被譽為是獸之騎士團中最強之人，本身是靠打零工過活，喜歡五月雨的姊姊·冰雨，為獸之騎士團前期主要戰力，空閒時間會訓練五月雨以及夕日的戰鬥能力。但在第四眼泥土人偶一戰中，為了保護夕日而戰死，騎士契約的願望為在死後將自己一身的戰鬥技巧傳給夕日。控制領域招式為將領域變為高速旋轉的錐狀物的「方天戟」。
東雲三日月（聲：佐藤元）
烏鴉之騎士，半月的弟弟，從小便爭強好勝，是妥妥的好戰分子，曾以一人之力殲滅暴走族，因此擁有「鬥鬼」的外號。本在外國旅行，哥哥戰死後才回國，同時不斷向夕日發起挑戰，後兩人日久成為好友，經常帶酒跑去夕日家串門。騎士契約的願望是希望得到一個麵包（在印度旅行時，送給跳舞的女孩的獎勵）。控制領域招式為在四周佈下可踩踏的領域「封天陣」，以及將封天陣轉化為攻擊的「戟軍·封天陣」。
南雲宗一朗（聲：稲田徹）
馬之騎士，後成為靈馬之騎士，原本是名刑警，育有一子，後因上司貪腐的關係痛毆上司因此被開除。個性沉穩冷靜，也是騎士團中第一位成為幻獸騎士的人。騎士契約的願望不明。控制領域招式原為可製造平面立足點的傾天平面，成為靈馬之騎士後變為布狀，招式也變為將布狀的領域纏繞為鑽頭形狀並旋轉攻擊的「鑽頭踢」。
白道八宵（聲：洲崎綾）
蛇之騎士，大學生，巨乳美少女，後打敗夕日後成為了黑龍之騎士。表面上個性十分開朗，但實際上十分害羞，興趣是cosplay，對夕日一見鍾情，但發現夕日與五月雨的計畫後，發誓要破壞他們的計畫，同時要從五月雨那爭奪夕日。許多事物與技能都是自學，且都學得十分精通，擅長料理。騎士契約的願望是希望家族中有人去世時，可以含笑而終。控制領域招式原為帶狀、如火焰的「附炎刀」，成為黑龍之騎士後變為多個帶狀體並攻擊、纏繞限制對手行動的「萬首大蛇」。
風卷豹（聲：松岡禎丞）
黑貓之騎士，起初騎士團眾人聽到他的名字時，以為他是一個十分帥氣敏捷的男子，但實際上卻是一個戴眼鏡的胖子。個性溫和沉著且十分有自信，同時擅長分析。騎士契約的願望為希望能了解「阿卡西記錄」。控制領域招式為可創造泥土人偶的「地母神」。
星川昴（聲：吉武千颯）
雞之騎士，中學生，與雪待為青梅竹馬的閨密，十分擅長家務。騎士契約的願望是希望雪待可以得到幸福。控制領域必須與雪待一同發動，招式名稱為「最強之矛」與「最強之盾」；還有與雪待、三日月一同施展，將最強之矛與封天陣結合在一起的「炮軍·滅天陣」。
月代雪待（聲：後本萌葉）
龜之騎士，中學生，與昴為青梅竹馬的閨密，擅長運動，但卻是個生活白癡，房間都要依靠昴來整理。騎士契約的願望是希望昴可以得到幸福。控制領域必須與昂一同發動，招式名稱為「最強之矛」與「最強之盾」；還有與昂、三日月一同施展，將最強之矛與封天陣結合在一起的「炮軍·滅天陣」。
日下部太朗（聲：土岐隼一、集貝花（童年））
老鼠之騎士，高中生，與花子是鄰居的青梅竹馬並暗戀著他，夢想是成為一名廚師，經常為三日月與夕日做下酒菜作為練習。在第九眼的戰鬥中，明知花子因為自己的願望不會因致命傷而死，但仍下意識反應跳到花子身前替他擋下攻擊，因身體被騎士槍貫穿而戰死。騎士契約的願望是希望花子受到致命傷時可以瞬間痊癒。控制領域招式為可控制火焰的「荒神」。
宙野花子（聲：廣瀨千夏）
螳螂之騎士，高中生，對人生沒有目標與夢想，個性沉默寡言，與太朗是鄰居的青梅竹馬，同時也知道太朗暗戀他。在第九眼的戰鬥中，因為騎士願望的因果輪迴報應在自己身上，因此閃避不及，同為保護他的太朗一同被騎士槍貫穿身體，但因太朗的願望而存活了下來。騎士契約的願望是希望在電視中看到的殺人犯慘死。控制領域招式為將冰化為利刃的「勇者之劍」與從太朗那繼承的「荒神」。
茜太陽（聲：田村睦心）
貓頭鷹之騎士，國小生。因家庭因素而對世界抱持著可有可無的想法，也是唯一一個投敵的騎士。但在第九眼一戰後才知道自己當時可以以「因果亂流」救回太朗，因此開始對自己的決定抱持的困惑，後偷偷反水阿尼姆斯，將久久無法消滅的最後一隻第十眼擊殺，因此得到阿尼瑪賞識而成為靈鳥之騎士。尚未許下騎士契約的願望。控制領域招式為可以逆轉時間的「因果亂流」、停止時間的「時間靜流」與治療夥伴的「時間清流」。
秋谷稻近（聲：山路和弘、石谷春貴（青年））
旗魚鮪魚之騎士，是個活了五百年的超能力者，人稱「師父」，騎士團中最早陣亡的人。擁有預知的超能力，早已知道獸之騎士團的一切，並收未來會成為騎士的「昴」與「雪待」為徒，教導他們人生道理。最後在對付第三眼時，為了保護「昴」與「雪待」而犧牲。控制領域不明，且也未曾許下騎士契約的願望。

### 反派
阿尼姆斯（聲：橘龍丸）

### 其他
朝日奈冰雨（聲：田所梓）

## 出版書籍
| 集數 | 少年畫報社     | 少年畫報社             | 長鴻出版社                  | 長鴻出版社                                              |
| 集數 | 發售日期       | ISBN                   | 發售日期                    | ISBN                                                    |
| ---- | -------------- | ---------------------- | --------------------------- | ------------------------------------------------------- |
| 1    | 2006年1月27日  | ISBN 978-4-7859-2605-8 | 2006年9月7日 2022年10月5日  | ISBN 978-626-00-4710-8 ISBN 978-626-00-7072-4（新裝版） |
| 2    | 2006年9月27日  | ISBN 978-4-7859-2687-2 | 2007年3月14日 2022年10月5日 | ISBN 978-626-00-4711-5 ISBN 978-626-00-7073-1（新裝版） |
| 3    | 2007年5月28日  | ISBN 978-4-7859-2787-5 | 2007年11月2日 2022年11月9日 | ISBN 978-626-00-4712-2 ISBN 978-626-00-7148-6（新裝版） |
| 4    | 2007年10月26日 | ISBN 978-4-7859-2872-8 | 2022年11月9日               | ISBN 978-626-00-7149-3（新裝版）                        |
| 5    | 2008年5月26日  | ISBN 978-4-7859-2967-1 | 2022年12月7日               | ISBN 978-626-00-7223-0（新裝版）                        |
| 6    | 2008年10月29日 | ISBN 978-4-7859-3050-9 | 2022年12月7日               | ISBN 978-626-00-7224-7（新裝版）                        |
| 7    | 2009年4月30日  | ISBN 978-4-7859-3153-7 | 2023年1月17日               | ISBN 978-626-00-7293-3（新裝版）                        |
| 8    | 2009年11月10日 | ISBN 978-4-7859-3262-6 | 2023年1月17日               | ISBN 978-626-00-7294-0（新裝版）                        |
| 9    | 2010年5月19日  | ISBN 978-4-7859-3385-2 | 2023年2月1日                | ISBN 978-626-00-7327-5（新裝版）                        |
| 10   | 2010年11月30日 | ISBN 978-4-7859-3518-4 | 2023年2月1日                | ISBN 978-626-00-7328-2（新裝版）                        |

自2022年10月5日起，台灣長鴻出版社預定推出本作新裝版漫畫。

## 電視動畫
2022年1月24日，宣佈改編為電視動畫，預定於同年夏季開播。3月16日，公佈主要角色的聲優陣容，並預告將於4月16日晚上6時在Niconico直播播映的特別節目中公佈27名角色的聲優。

### 製作人員
- 原作：水上悟志
- 導演：中西伸彰
- 系列構成：水上悟志、百瀨祐一郎[2]

### 劇集列表
| 話數 | 標題                              | 劇本       | 分鏡       | 演出       | 作畫監督                                                         | 總作畫監督                 | 首播日期       |
| --- | --------------------------------- | ---------- | ---------- | ---------- | ---------------------------------------------------------------- | -------------------------- | -------------- |
| 1 | 雨宮夕日與蜥蜴騎士 （）           | 百瀨祐一郎 | 麦野アイス | 中嶋清人   | 山崎輝彥、永田文宏、菅原美智代、堤繪梨果、jumondou seoul         | 菊永千里、海保仁美、金璐浩 | 2022年7月8日   |
| 大學生雨宮夕日某日早晨在房間內發現一隻會說話的蜥蜴，蜥蜴自稱諾伊，是協助公主拯救世界的戒指騎士。在確認這並非幻覺後，夕日發現手上出現一枚魔法戒指。他以此偷看冰雨教授的裙底風光。諾伊請夕日協助找到公主並擊敗邪惡魔法使，卻被夕日再三拒絕。他之後遭到泥娃娃襲擊，並被自己的鄰居、冰雨的妹妹五月雨救了一命。蜥蜴發現五月雨便是公主。五月雨指著一柄漂浮在大氣層之外、月球般大小的巨槌，表示這是邪惡魔法使最強的武器「餅乾槌子」。為了證明夕日是騎士，五月雨從頂樓跳下，而夕日也本能地救了她。五月雨對邪惡魔法使打算毀滅地球的舉動感到火大，因為她想親自毀滅地球。之後夕日宣示了對她的忠誠。                                                                                                   |                                   |            |            |            |                                                                  |                            |                |
| 2 | 雨宮夕日與朝日奈五月雨 （）       | 百瀨祐一郎 | 麦野アイス | 吉田俊司   | 金璐浩、山﨑輝彥、永田文宏、菅原美智代、堤繪梨果、jumondou seoul | 菊永千里、海保仁美         | 2022年7月15日  |
| 夕日夢見自己的童年，夢中他的祖父以鎖鏈拴住他，並警告他不要樹敵也不要結交朋友。夕日的魔法和體力有關，因此他開始鍛鍊身體，並對五月雨強大的魔力感到敬畏。夕日發現和五月雨相處的過程很快樂，但他又想起了鎖鏈。之後五月雨解釋自己為何想毀滅地球。某天夕日再次被泥娃娃攻擊，五月雨再次救了他。夕日想鍛鍊到能自保的程度，並試圖以魔法跳過河川，但他掉進河裡並感冒了。在被五月雨照料時，夕日透露小時候曾交了朋友，並因此被祖父用鎖鍊綁在倉庫內三天。五月雨認為夕日必須克服這個障礙，而夕日也決定要變得更強。 |                                   |            |            |            |                                                                  |                            |                |
| 3 | 騎士與契約 （）                   | 百瀨祐一郎 | 澤田前     | 澤田前     | 陳亮、李智悟、jumondou seoul                                     | 山崎輝彥、藤田真弓         | 2022年7月22日  |
| 夕日告訴諾伊自己的父親是名警察。他被搭檔背叛後謀殺，母親也因此發瘋失蹤。這導致祖父教他別再相信朋友。但在祖父生了重病後態度徹底轉變，並向夕日下跪道歉。夕日無法原諒他。一具泥娃娃襲擊夕日，在逃了一個小時後，夕日因筋疲力盡而產生幻覺。他在幻覺中見到五月雨，並為了自己的自私向她道歉，表示自己是為了擺脫祖父才和她締結關係。夕日清醒後用計擊垮了泥娃娃。雖然他仍未原諒祖父，但接受了諾伊的契約成為騎士。作為交換，諾伊實現了他治癒祖父的願望。夕日做了個差點和五月雨接吻的夢，但還沒吻到就醒了。在他和五月雨一起鍛鍊時，兩人遇見狗騎士東雲半月和他的狗搭檔魯多。身為武術家的半月試探了兩人的身手，並認為五月雨過度依賴蠻力，而夕日欠缺自信。當晚，夕日在夢中和五月雨接吻，並決心變得更強。 |                                   |            |            |            |                                                                  |                            |                |
| 4 | 朝日奈冰雨與東雲半月 （）         | 百瀨祐一郎 | 江島泰男   | 江島泰男   | 永田文宏、池添優子、谷口繁則、jumondou seoul                     | 山崎輝彥、藤田真弓         | 2022年7月29日  |
| 五月雨做了和夕日相同的夢，並因此覺得害羞。她繼續接受半月的訓練。半月見到冰雨後對她一見鍾情，夕日認為可以拿冰雨當人質對付半月，但此話一出便激怒了諾伊。另外冰雨提到半月有個弟弟三日月，只是他長期未到校上課，半月表示三日月身在國外。冰雨和五月雨常年在外的父親返家。在外出喝酒時，冰雨透露五月雨以前生了場大病，她母親和她到法國求醫，後來五月雨卻奇蹟似地康復。冰雨大罵父親在成長過程中的缺席，且不認為他是合格的大人，但半月認為大人應該讓孩子們感到羨慕與人生充滿希望。 |                                   |            |            |            |                                                                  |                            |                |
| 5 | 騎士 東雲半月 （）                | 百瀨祐一郎 |            | 小野隆宏   | 池添優子、菅原美智代、jumondou seoul                             | 山崎輝彥、藤田真弓         | 2022年8月6日   |
| 眾人舉辦了五月雨的生日派對，夕日希望如此開心的日子可以一直持續。五月雨提到自己之所以奇蹟康復，是因為精靈阿尼瑪維持自己的性命，而在戰爭結束後阿尼瑪便會消失，因此她希望在戰鬥分出勝負後，和地球同歸於盡。半月勸夕日早日決定自己的必殺技名稱，並期望他能超越自己、成為五月雨的英雄。之後他們遭遇泥娃娃攻擊，夕日再次感覺到自己的弱小。為了拯救夕日，半月捨身而死，未能赴與冰雨的觀影之約。之後泥娃娃被盛怒的五月雨擊潰。 |                                   |            |            |            |                                                                  |                            |                |
| 6 | 烏鴉騎士與東雲三日月 （）         | 百瀨祐一郎 | 藤原良二   | 金承德     | 池添優子、jumondou seoul                                         | 山崎輝彥、藤田真弓         | 2022年8月13日  |
| 夕日坦承自己其實希望半月死亡。半月的弟弟三日月帶著烏鴉姆現身，三日月向夕日挑釁鬥毆，夕日意識到三日月可能瘋了。馬之騎士南雲宗一郎帶著他的馬丹斯出現，並說明騎士共有十二人，而自己已經找到另外三名騎士。夕日擔憂自己終有一天要擊敗其他騎士。次日出現兩個泥娃娃，五月雨摧毀了一個，而騎士們動身對抗另一個。三日月半途攔下宗一郎並向他挑戰，夕日獨自對抗泥娃娃，並因為對死亡感到恐懼而腿軟。蛇騎士八宵救了他一命，並告誡他應該避戰，以免拖累他人。之後出現泥娃娃時，急著證明自己的夕日衝上去戰鬥，並助八宵一臂之力。 |                                   |            |            |            |                                                                  |                            |                |
| 7 | 雨宮夕日與獸之騎士團（前篇） （） | 百瀨祐一郎 | 山岡実     | 金承德     | 菅原美智代、jumondou seoul                                       | 山崎輝彥、藤田真弓         | 2022年8月20日  |
| 夕日在戰鬥中領悟到半月的遺願是將渾身武藝傳給自己，之後五月雨擊敗了合體後的泥娃娃。三日月持續要夕日和自己決鬥，儘管五月雨下令不准私鬥，但夕日耐不過糾纏，仍和他比劃。夕日敗陣之後，他和三日月、八宵遇見企圖毀滅世界的魔法使阿尼姆斯，阿尼姆斯警告他們之後的戰鬥會更加艱辛。之後他們陸續和黑貓騎士、烏龜騎士、雞之騎士、老鼠騎士、螳螂騎士、貓頭鷹騎士會合。在倖存的獸之騎士團全員到齊後，五月雨對眾人信心喊話，激勵他們盡力戰鬥。 |                                   |            |            |            |                                                                  |                            |                |
| 8 | 雨宮夕日與獸之騎士團（後篇） （） | 百瀨祐一郎 | 藤原良二   | 澤田前     | 池添優子、jumondou seoul                                         | 山﨑輝彥、藤田真弓         | 2022年8月27日  |
| 宗一郎透露自己有妻兒，先前的職業是刑警，因為厭惡上層腐敗而離職。阿尼姆斯和黑貓騎士風卷私下有來往，在夢境中，阿尼姆斯試圖拉攏他成為同夥，因為兩人的願望相近，都是成為全知全能者。阿尼姆斯聲稱自己是來自未來的破壞神，正從未來不斷回溯時間並毀滅一切。風卷企圖以全知全能的力量來幫助這個世界，因此他回絕阿尼姆斯的提議，並透露自己希望全知全能的願望被黑貓拒絕後所實現的願望是製造泥娃娃的能力。然而風卷創造的泥娃娃卻被成為阿尼姆斯同夥的貓頭鷹騎士茜擊毀。在甦醒後，風卷沒有對黑貓透露實情，並以成為弒神的怪物為目標。 |                                   |            |            |            |                                                                  |                            |                |
| 9 | 秋谷稻近 （）                     | 百瀨祐一郎 | 麦野アイス | 神戶唯     | 菅原美智代、jumondou seoul                                       | 山﨑輝彥、藤田真弓         | 2022年9月3日   |
| 夕日找到具有預測未來能力的秋谷稻近留給自己的信件和回憶錄，秋谷是旗魚騎士，他的回憶錄記載自己的前半生，以及收雞之騎士昴、烏龜騎士雪待為徒的過程。秋谷在對抗泥娃娃時戰死，他給予兩位徒弟建議，要他們謹記無論擁有何種超能力，都不能忘記「我們是人類」，並要他們將此事轉告魔法師，之後便撒手人寰。 |                                   |            |            |            |                                                                  |                            |                |
| 10 | 海卡頓巴恩與獸之騎士團 （）       | 百瀨祐一郎 | 香川豊     | 小野隆宏   | 菅原美智代、jumondou seoul                                       | 山﨑輝彥、藤田真弓         | 2022年9月10日  |
| 五月雨和獸之騎士團到海邊合宿特訓，雖以特訓為名目，但大家不是在海邊玩就是在旅館內閒聊。晚上，八宵偷聽到五月雨企圖摧毀地球的野心。次日，旅館附近出現泥娃娃，所有獸之戰士集結並準備對付它，但阿尼姆斯隨即把夕日和五月雨傳送到遠處，其他人協力對抗泥娃娃，最終將其擊敗。阿尼姆斯揭露自己是阿尼瑪的兄長，因此阿尼姆斯遲遲沒有把槌子落下。五月雨對啊尼姆斯所說的話不屑一顧，掄拳向他打去，阿尼姆斯隨即撤退，戰鬥不了了之。 |                                   |            |            |            |                                                                  |                            |                |
| 11 | 朝日奈家 （）                     | 百瀨祐一郎 | 山岡実     | 吉田俊司   | 高成雲、許亨準、jumondou seoul                                   | 山﨑輝彥、藤田真弓         | 2022年9月17日  |
| 五月雨因為母親返家而離家出走，並暫住在夕日家，冰雨不容許夕日和她同住，便讓他住到自己家。夕日向冰雨問起緣由，才知道五月雨因母親長期忙於工作而與她有嫌隙，而冰雨也表示擔心自己會因為曾丟下她遠赴法國而沒有被她視為姊姊。之後兩人互相道歉，冰雨勸五月雨和母親和解，在五月雨選擇逃避時，夕日為了追上她而跳過先前無法跳過的河川，並帶她回去與她母親重逢，母女倆言歸於好，而夕日和他祖父重新開始對話。 |                                   |            |            |            |                                                                  |                            |                |
| 12 | 精靈阿尼瑪與獸之騎士團 （）       | 百瀨祐一郎 | 藤原良二   | 中嶋清人   | 池添優子、jumondou seoul                                         | 山﨑輝彥、藤田真弓         | 2022年9月24日  |
| 精靈阿尼瑪突然出現，她集合獸之騎士團成員後，把馬變成「幻獸」靈馬並宣布解散，夕日對此深感興趣。第八隻泥娃娃現身，南雲一擊便將其擊退。在之後的訓練中，騎士們展示了各自的新能力，夕日感到自己的力量不足，並渴望獲得幻獸的能力。在泥娃娃再次現身時，南雲的招式不再有用，南雲在眾人幫助下脫困，並在伙伴們的掩護下給予泥娃娃關鍵一擊。 |                                   |            |            |            |                                                                  |                            |                |
| 13 | 勇者 日下部太朗 （）              | 百瀨祐一郎 | 千明孝一   | 粟井重紀   | 高成雲、jumondou seoul                                           | 畠山元、藤田真弓           | 2022年10月8日  |
| 回憶顯示太朗和花子被選為老鼠騎士和螳螂騎士時，太朗煩惱著要選擇何種願望。當晚花子透露自己的願望是讓某個罪犯死亡，螳螂事後才坦承這會讓花子背負業障，使她更容易死亡，於是太朗打算以自己的願望拯救花子。回憶結束，在獸之騎士集訓時，一隻泥娃娃部隊現身並將眾人打散，當泥娃娃攻擊花子時，太朗挺身擋下攻擊，並以願望救了花子。騎士們擊敗了泥娃娃，並對太朗的犧牲感到悲痛。此事也使夕日急於想獲得力量，並因此在雙方同意的前提下和八宵對決，而阿尼瑪會賜予勝者新能力。 |                                   |            |            |            |                                                                  |                            |                |
| 14 | 騎士 宙野花子 （）                | 百瀨祐一郎 | 藤原良二   | 金承德     | 菅原美智代、jumondou seoul                                       | 藤田真弓、山﨑輝彥         | 2022年10月15日 |
| 八宵擊敗了心中滿是悔恨的夕日並向他告白，而蛇也被阿尼瑪變成黑龍。阿尼姆斯派出具有變身能力的泥娃娃，它接連變身成東雲半月、五月雨、太朗造成騎士們動搖，花子憶起和太朗的往事，並走出失去太朗的傷痛。當泥娃娃再次出現時，騎士們身穿弔唁服與之對戰，在花子給予其最後一擊後，眾人潸然淚下。之後花子承接了太朗成為廚師的夢想。 |                                   |            |            |            |                                                                  |                            |                |
| 15 | 雨宮夕日與東雲兄弟 （）           | 百瀨祐一郎 | 山岡實     | 李豪世     | 高成雲、jumondou seoul                                           | 藤田真弓、山﨑輝彥         | 2022年10月22日 |
| 三日月邀夕日喝酒，並向他和五月雨、阿尼瑪說起自己和哥哥半月的往事。半月年輕時混跡黑道，外號「風神」，好鬥的三日月遭到他的仇家綁架，所幸之後被半月救出。三日月接受夕日的再戰邀約，並透露自己許下的願望，之後他敗給夕日並對兩人往後的決鬥充滿期待。阿尼姆斯派出大量泥娃娃，被五月雨輕易摧毀。風卷和南雲推斷，還剩下三隻泥娃娃。 |                                   |            |            |            |                                                                  |                            |                |
| 16 | 雪待與昴 （）                     | 百瀨祐一郎 | 藤原良二   | 神戶唯     | 山﨑輝彥、jumondou seoul                                         | 畠山元、藤田真弓           | 2022年10月29日 |
| 夕日、雪待和太陽在拉麵店用餐，太陽問起兩人的願望，雪待表示這是秘密。雪待的回憶表明，自己和昴分別許下了讓對方幸福的願望；另一段倒敘顯示太陽初次遇見阿尼姆斯的情景。太陽和具有變形能力的泥娃娃「麥馬克泰利翁」密會，之後他不慎跌入先前夕日挖的陷阱，三日月找到他後，帶他到夕日家開宴會。隨後，麥馬克泰利翁變形成太陽的父親來接他回家。 |                                   |            |            |            |                                                                  |                            |                |
| 17 | 英雄與孩子們 （）                 | 百瀨祐一郎 | 小林一三   | 吉田俊司   | 山崎輝彥、jumondou seoul                                         | 畠山元、藤田真弓           | 2022年11月5日  |
| 成群的泥娃娃將獸之騎士團打散，昴、雪待和太陽因而受困於山洞中，雪待激勵了心生放棄念頭的太陽，並開發了他的能力，使之可以用於治療，之後三日月和夕日將三人救出，並聯手擊敗追兵。然而太陽卻因為自己先前沒能及時救治太朗而感到愧疚，並擊倒阿尼姆斯藏在自家內的泥娃娃。阿尼瑪為了獎勵他，將他的貓頭鷹變成「神鳥」，而花子的安慰也讓太陽得以對太朗之死釋懷。 |                                   |            |            |            |                                                                  |                            |                |
| 18 | 雨宮夕日與東雲半月 （）           | 百瀨祐一郎 | 麦野アイス | 大久保亮   | 山崎輝彥、永田文宏、jumondou seoul                               | 畠山元、藤田真弓           | 2022年11月12日 |
| 風卷沒有創作泥娃娃的靈感，他向騎士團徵得意見後，遇見阿尼姆斯和泥娃娃，並約好在山上對戰，但創作成果不如人意。夕日的祖父車禍身亡，讀完祖父留下的信後，他原諒了祖父。在夢境中，夕日接受阿尼瑪的試煉，並在試煉中施展新能力「掌握空域天之庭」，超越了東雲半月。接著他帶著秋谷稲近和阿尼瑪的祝福，登上階梯頂端，見到地球上空的餅乾槌子。 |                                   |            |            |            |                                                                  |                            |                |
| 19 | 麥馬克泰利翁與獸之騎士團 （）     | 赤福登     | 藤原良二   | 南野いんこ | 山崎輝彥、jumondou seoul                                         | 畠山元、藤田真弓           | 2022年11月19日 |
| 為了對抗麥馬克泰利翁，昴、雪待和三日月聯手開發新招式，花子試圖使用太朗的火焰能力，風卷則思考泥娃娃的本質。八宵找夕日進行訓練，並在結束後請他吃自己做的料理。用餐過後，八宵向夕日告白。在與麥馬克泰利翁交戰時，眾人接連施展新招式，在麥馬克泰利翁敗給風卷創造的泥娃娃後，風卷表示泥娃娃是自身內心的投射，讓試圖思考自身存在本質的麥馬克泰利翁在被摧毀前有所體悟。戰鬥結束後，夕日指出天空不只有帶來毀滅的餅乾槌子，還有對抗餅乾槌子的「Blue Drive Monster」。 |                                   |            |            |            |                                                                  |                            |                |
| 20 | 阿尼瑪與阿尼姆斯 （）             | 赤福登     | 藤原良二   | 金承徳     | 山崎輝彥、jumondou seoul                                         | 畠山元、藤田真弓           | 2022年11月26日 |
| 阿尼瑪的回憶顯示，阿尼姆斯的超能力導致自己和阿尼瑪的雙親喪生，之後兄妹倆被醫師收養。醫師宣稱阿尼姆斯堪稱是神，導致阿尼姆斯變得狂妄，創造巨槌擊毀地球，並一路回到過去摧毀各個時空的地球。具有和阿尼姆斯相同能力的阿尼瑪則不斷阻止他，就此經過一百餘年，之後阿尼瑪找到當時因病住院的五月雨，讓她助自己對抗阿尼姆斯。獸之騎士團集合全員練習合力施展招式，在度過寧靜的冬季後，最終決戰即將來臨。 |                                   |            |            |            |                                                                  |                            |                |
| 21 | 最後之戰 （）                     | 百瀨祐一郎 | 藤原良二   | 吉田俊司   | 山崎輝彥、jumondou seoul                                         | 畠山元、藤田真弓           | 2022年12月3日  |
| 最終決戰時刻來臨，獸之騎士團全員集結，和五月雨一同擊潰高聳如山的泥娃娃。接著夕日被阿尼瑪帶進Blue Drive Monster內，面對童年時不信任他人的自己、察覺繼承東雲半月武藝時的自己，以及未來的自己，並成功啟動Blue Drive Monster，雖然Blue Drive Monster被餅乾槌子擊潰，但五月雨將碎片重構並強化，得以成功摧毀餅乾槌子。之後，阿尼姆斯和獸之騎士團展開了最終決戰。 |                                   |            |            |            |                                                                  |                            |                |
| 22 | 星球的五月雨 （）                 | 百瀨祐一郎 | 千明孝一   | 李豪世     | 高成雲、marbean animation、jumondou seoul                        | 畠山元、藤田真弓           | 2022年12月10日 |
| 阿尼姆斯以防護罩將五月雨、阿尼瑪和夕日隔絕，其餘獸之騎士團成員協力對付阿尼姆斯，一時之間難傷他分毫。阿尼姆斯感到厭倦，便使出真本事想盡速了結戰鬥，但眾人都硬撐了下來，並對阿尼姆斯造成傷害。五月雨終於打破防護罩，讓阿尼瑪得以一槍刺穿阿尼姆斯，含淚將其消滅。在阿尼瑪和阿尼姆斯的因緣了結後，五月雨準備動手破壞地球，夕日負責阻止其他人妨礙她。 |                                   |            |            |            |                                                                  |                            |                |
| 23 | 星之五月雨 （）                   | 百瀨祐一郎 | 小林一三   | 井上美香   | 李智悟、jumondou seoul                                           | 畠山元、藤田真弓           | 2022年12月17日 |
| 夕日獨自負責迎擊多位騎士，並表示自己心儀五月雨，希望自己是唯一能阻止五月雨的人。五月雨和夕日對決，並憶起先前和他相處的時光。夕日渴望力量和相信希望的意志讓諾伊變成黑龍，卻依然不是五月雨的對手。阿尼瑪向所有騎士透露五月雨行動的理由，促使他們幫助夕日追上五月雨。夕日向五月雨告白並許下誓言，讓五月雨打消破壞地球的念頭，並坦承自己喜歡夕日。 |                                   |            |            |            |                                                                  |                            |                |
| 24 | 結束的事物與繼續的事物 （）       | 百瀨祐一郎 | 平沢真     | 金承徳     | 山崎輝彥、谷口繁則、jumondou seoul                               | 畠山元、藤田真弓           | 2022年12月24日 |
| 為期一年的戰鬥終於結束，阿尼瑪和騎士團告別，並收回所有超能力，而在此之前，夕日和三日月終於盡全力一分高下，並由三日月略勝一籌。眾人各自道別，自此之後過了十年，夕日與阿尼瑪重逢，並協助了過去的自己。此時他已成為刑警，而其它騎士團成員也各有發展，五月雨也康復並返回日本，而他們的故事也將繼續下去。 |                                   |            |            |            |                                                                  |                            |                |

### 播映平台
日本深夜動畫：下文記載的日本国内播放時間使用日本標準時間（UTC+9）表示。因為部分時間标识會採用30小时制，因此請留意这类超过24:00的时间，其實際播放時間為翌日清晨。
| 播放日期               | 播放時間（UTC+9）    | 播放電視台              | 播放地區 | 備註         |
| ---------------------- | -------------------- | ----------------------- | -------- | ------------ |
| 2022年7月8日－12月24日 | 星期五 25:55 - 26:25 | 每日放送、TBS電視台系列 | 日本全國 | Animeism時段 |
| 2022年7月10日－        | 星期日 24:30 - 25:00 | BS11                    | 日本全國 | 衞星廣播     |
| 2022年7月11日－        | 星期一 21:30 - 22:00 | AT-X                    | 日本全國 | 衞星廣播     |
| 2022年7月14日－        | 星期四 23:00 - 23:30 | 栃木電視台              | 栃木縣   |              |
| 2022年7月19日－        | 星期二 24:30 - 25:00 | 北海道電視台            | 北海道   |              |

| 播映地區 | 播映平台 | 播映日期               | 播映時間              | 備註   |
| -------- | --- | ---------------------- | --------------------- | ------ |
| 臺灣     | 巴哈姆特動畫瘋、中華電信MOD、Hami Video、LiTV 線上影視、myVideo、遠傳friDay影音 中嘉bb寬頻.bbTV、KKTV、LINE TV、Yahoo TV 一起看、CATCHPLAY+、bilibili | 2022年7月8日－12月24日 | 星期五 26:25（UTC+8） | [ 16 ] |
| 香港     | Viu | 2022年7月8日－12月24日 | 星期五 26:25（UTC+8） | [ 17 ] |
| 中國大陸 | 嗶哩嗶哩 | 2022年8月12日－        | 星期五 22:00（UTC+8） | [ 18 ] |

## 外部連結
- 電視動畫官方網站 （日語）
- 電視動畫的X（前Twitter） （日語）